# Ramón Trecet
Ramón Trecet Garmendia (Hernani, 1 de julio de 1943) es un periodista español.

## Carrera
Sus inicios profesionales se sitúan en la radio, concretamente en Radio Nacional de España. En esos primeros años, se dedica fundamentalmente a espacios de difusión y crítica musicales, centrados en las últimas tendencias de pop y rock.
Pronto daría el salto a televisión, aunque continuando en la especialidad en la que había dado sus primeros pasos. De este modo, entre 1974 y 1976 presenta el espacio Musical Pop en Televisión Española, al que seguiría Popgrama (1980-1981), junto a Carlos Tena, Diego A. Manrique y Moncho Alpuente. En una etapa posterior también llevaría a cabo Música NA.
Compagina esa actividad con su carrera radiofónica. A finales de los años setenta, realiza Ídolos 3 y Diálogos con la música. En 1986 estrena Diálogos 3 en Radio 3 de RNE, espacio que estaría en antena hasta 2008 y en el que se dan a conocer diferentes tendencias musicales, tanto de vanguardia como
New Age o tradicionales y étnicas. En octubre de 2008, Ramón Trecet anunció que dejaba el programa, por desavenencias con la dirección de la cadena y declaraciones en las que decía ser objeto de acoso laboral ('mobbing'). Desde noviembre de 2008 y hasta mayo de 2014 este programa se siguió emitiendo en Radio Círculo (Centro cultural de Bellas Artes Madrid). 
A finales de los años 1980, comienza a desarrollar su faceta como periodista deportivo, dirigiendo y presentando en Televisión Española el programa Cerca de las estrellas (1988), primer programa en España específicamente orientado hacia la liga norteamericana de baloncesto, NBA. Pocos meses después se traslada a Seúl para retransmitir los Juegos Olímpicos (como posteriormente haría en Barcelona 92 y Atlanta 96).
A partir de entonces, fue encargado de las retransmisiones semanales de la NBA (hasta que, a mediados de los años 1990, TVE perdió los derechos de emisión en favor de Canal+), y de otros deportes, como rugby o fútbol americano. Aunque criticado con cierta frecuencia, introdujo en la televisión pública un nuevo estilo de retransmisión, de mayor intensidad, profundidad y humor, alejado del formalismo serio y poco pasional que caracterizaba a la casa. Son famosos algunos de sus apodos (Timo de la estampita Tabak, por ejemplo) y expresiones (ding-dong para canastas imprevisibles, chof-chof para canastas limpias, etc.).
En la década de 2000, lejos de estar retirado, mantuvo una activa colaboración con marca.com, Radio Marca y el programa de televisión Veo Marca en Veo7, donde continuó hablando con pasión de la actualidad deportiva. Entre 2006 y 2012 mantuvo en marca.com un influyente blog sobre el mundo del deporte y otros temas.
En el año 2011 realizó la cobertura televisiva de los partidos de la selección española de baloncesto en el Eurobasket que se celebraba en Lituania para la cadena de televisión La Sexta, junto a Mel Otero y Juanma López Iturriaga.
En julio de 2012 anuncia su marcha de MARCA.com y Unidad Editorial para comenzar a colaborar en Terra donde hace un live-blog para los Juegos Olímpicos de Londres y el blog Planeta 13T.
En mayo de 2014 deja de colaborar con Terra y en junio abre un nuevo blog, 13T 3.0, en Yahoo, ya desaparecido.
En octubre de 2021 fue incluido como contribuidor en el Hall of Fame del Baloncesto Español en la promoción de 2019.

## Reconocimientos
- Hall of Fame del Baloncesto Español (2019).[2]